# Beurandeh
Beurandeh is een bestuurslaag in het regentschap Aceh Besar van de provincie Atjeh, Indonesië. Beurandeh telt 554 inwoners (volkstelling 2010).